# منطقه لورتو
منطقه لورتو (به اسپانیایی: Loreto Region) یک منطقه در پرو است.
مساحت این منطقه ۳۶۸۸۵۱٫۹۵ کیلومتر مربع و جمعیت آن ۸۸۴۱۴۴ نفر است.